# Вашингтон (окръг, Арканзас)
Вижте пояснителната страница за други населени места с името Вашингтон.
Окръг Вашингтон (на английски: Washington County) е окръг в щата Арканзас, Съединени американски щати. Площта му е 2476 km², а населението – 203 065 души (2010). Административен център е град Файетвил.